# Tybbeke
Tybbeke († nach 1328) war eine Magd.

## Leben und Wirken
Tynbeke war als Magd bei Johann Rode d. Ä beschäftigt. Ihr Dienstherr war ein Zeuge für Bürger Hamburgs und Ritter aus dem Umland und hatte ein Haus nahe einer Silberschmiede im Kirchspiel St. Petri in Hamburg. Rode war eng befreundet mit dem Kaufmann Ludekin Wyse, der in seinem in Hull verfassten Testament darum bat, dass Rode dies vollstrecken möge.
Tybbeke war viele Jahre für Rode tätig. Wie viele Dienstmägde des späten Mittelalters musste sie schwere Hausarbeit leisten. Ihr Testament von 1328 deutet allerdings darauf hin, dass sie außerordentlich erfolgreich gewesen sein muss. Sie verfügte über einen eigenen Hausstand und hatte weitere Gegenstände erwerben können, die sie in ihrem Testament aufführte. Tybbeke arbeitete nicht lebenslang im Haushalt Rodes und war verheiratet mit Hasso. Ihrem Ehemann vermachte sie drei Kissen, zwei Betttücher sowie zwei Töpfe. Alle weiteren Gegenstände ihres Haushalts – seinerzeit auch als Gerade bezeichnete Gegenstände, über die eine Frau verfügen durfte – sollte ihre Schwester erhalten.
Zudem hinterließ sie zwei Mark und 34 Schilling. Da Kleinmägde nicht ausreichend entlohnt wurden, um Geld in diesem Umfang ansparen zu können, ist davon auszugehen, dass Tybbeke eine der Großmägde war, die feste jährliche Gehälter bekamen. Die testamentlich erwähnte Geldsumme sollte größtenteils dem Kirchspiel St. Katharinen zukommen. Tybbekes Wunsch war, dort auch begraben zu werden. Darüber hinaus sah sie, wie seinerzeit üblich, Geldspenden an andere Pfarreien vor. Die Kirchspiele St. Jacobi und St. Katharinen erhielten dabei größere Geldbeträge als reichere Kirchspiele. Daher ist anzunehmen, dass sie bei Lebensende ihren Lebensmittelpunkt in einem dieser Kirchspiele hatte. Dem Kirchspiel St. Katharinen vermachte sie zudem einen grünen Mantel, mutmaßlich einen Heuken, der im Testament besonders erwähnt wird.